# Comuna Dereveane, Camenița
Dereveane (în ucraineană Дерев'яне) este o comună în raionul Camenița, regiunea Hmelnîțkîi, Ucraina, formată din satele Brovari, Dereveane (reședința), Heletîna și Prîvitne.

## Demografie
Componența lingvistică a comunei Dereveane
     Ucraineană (98,38%)
     Rusă (1,38%)
     Alte limbi (0,13%)
Conform recensământului din 2001, majoritatea populației comunei Dereveane era vorbitoare de ucraineană (98,38%), existând în minoritate și vorbitori de rusă (1,38%).